# Stilbum vaporarium
Stilbum vaporarium är en svampart som beskrevs av Berk. & Broome 1850. Stilbum vaporarium ingår i släktet Stilbum och familjen Chionosphaeraceae.   Inga underarter finns listade i Catalogue of Life.